# Otus fuliginosus
Otus fuliginosus là một loài chim trong họ Strigidae.